# Aleksandr Archangelskij
Aleksandr Andrejevitj Archangelskij (ryska: Александр Андреевич Архангельский), född 23 oktober 1846, död 16 november 1924, var en rysk kompositör.
Archangelskij, som huvudsakligen komponerat körmusik av andlig karaktär, var den förste i Ryssland, som införde kvinnorösten i kyrkokörer. Hans musikverk förvärvade stor popularitet, och de flesta ryska nationalkörer (Donkosackernas, Kubankosackernas med flera) brukade i början av 1900-talet använda hans verk.